# Rezerwat przyrody „Bastak”
Rezerwat przyrody „Bastak” (ros. государственный природный заповедник «Бастак») – ścisły rezerwat przyrody (zapowiednik) w Żydowskim Obwodzie Autonomicznym w Rosji. Znajduje się w rejonach birobidżańskim, obłuczjeńskim i smidowiczskim, a jego obszar wynosi 1270,95 km². Rezerwat został utworzony dekretem rządu Federacji Rosyjskiej z dnia 28 stycznia 1997 roku. Dyrekcja rezerwatu znajduje się w miejscowości Birobidżan.

## Opis
Rezerwat znajduje się na północ od stolicy obwodu, Birobidżanu. Leży na południowo-wschodnich zboczach Gór Burejskich i częściowo na leżącej u ich podnóża nizinie środkowego Amuru. Najwyższy punkt rezerwatu to szczyt Bydyr (1208 m).  Na terenie rezerwatu płyną m.in. rzeki Kirga, Bastak, Bolszoj Sorennak.

## Flora
Większość terenu rezerwatu zajmują lasy. W najwyższej części dominują lasy świerkowe i jodłowe. W środkowej części gór rosną sosny koreańskie, dęby, modrzewie syberyjskie, brzozy i lipy wonne. Nizinna część to łąki poprzecinane torfowiskami i bagnami. 
Flora roślin naczyniowych liczy 577 gatunków. Rosną tu m.in. Pogonia japonica, obuwik wielkopłatkowy, aktinidia pstrolistna, lotos, pochrzyn japoński, kosaciec mieczolistny, bałamutka azjatycka.

## Fauna
W rezerwacie żyje 21 gatunków ryb, 7 gatunków płazów, 268 gatunków ptaków (z czego 18 wymienionych jako zagrożone w Czerwonej księdze gatunków zagrożonych IUCN), 5 gatunków gadów i 56 gatunków ssaków.
Są to m.in. jelenie szlachetne, sobole tajgowe, niedźwiedzie brunatne, niedźwiedzie himalajskie, łasice syberyjskie, rosomaki tundrowe. Pod szczególną ochroną znajdują się tygrysy syberyjskie, który w ostatnich latach pojawiły się w rezerwacie.
Z ptaków występują tu m.in.: gęś łabędzionosa, łabędź krzykliwy, żuraw czarnoszyi, żuraw mandżurski, żuraw białoszyi, bocian czarnodzioby, rybołów, bielik, derkaczyk syberyjski, kaczka mandarynka, kulik syberyjski.